# Pikkelyes szövőmadár
A pikkelyes szövőmadár (Sporopipes squamifrons) a madarak osztályának verébalakúak (Passeriformes) rendjébe és a szövőmadárfélék (Ploceidae) családjába tartozó faj.

## Rendszerezése
A fajt Andrew Smith skót zoológus írta le 1836-ban, az Estrelda nembe Estrelda squamifrons néven.

## Alfajai
- Sporopipes squamifrons fuligescens Clancey, 1957
- Sporopipes squamifrons squamifrons (A. Smith, 1836)[2]

## Előfordulása
Dél-Afrikában, Angola, Botswana, a Dél-afrikai Köztársaság, Namíbia,  Zambia és Zimbabwe területén honos. Természetes élőhelyei a szubtrópusi és trópusi száraz cserjések és szavannák, valamint vidéki kertek. Állandó, nem vonuló faj.

## Megjelenése
Testhossza 11 centiméter, testtömege 10-14 gramm.

## Életmódja
Magvakkal táplálkozik, de fogyaszt rovarokat is.

## Szaporodása
Labda alakú fészkét, száraz fűből készíti. Fészekalja 2-7 tojásból áll, kotlási idő 10-12 nap.

## Természetvédelmi helyzete
Az elterjedési területe rendkívül nagy, egyedszáma pedig stabil. A Természetvédelmi Világszövetség Vörös listáján nem fenyegetett fajként szerepel.